# Livre des Nombres
Pour les articles homonymes, voir Nombre (homonymie) et Bemidbar.
Le Livre des Nombres (traduit du grec de la Septante Ἀριθμοί / Arithmoí, en hébreu במדבר Bəmidbar, « dans le désert ») est le quatrième livre de la Bible. Ce livre regroupe tous les éléments qui ont pris place entre la sortie d'Égypte et l'arrivée en terre promise.
Ce texte aborde des thèmes variés et on y trouve des récits, des textes de lois, des prophéties et des listes généalogiques. Il relate l'histoire du voyage d'Israël depuis le mont Sinaï jusqu'aux plaines de Moab à la frontière de Canaan. Un de ses enseignements les plus importants est que le peuple de Dieu doit agir selon la foi, faisant confiance à ses promesses, s'il veut continuer avec succès. Il raconte le châtiment infligé par Dieu à Israël pour sa désobéissance et donne des renseignements sur les lois israélites.
La tradition attribue son écriture à Moïse, mais les tensions et contradictions internes du livre, ainsi que le vocabulaire employé et les allusions à des événements historiques, incitent la recherche moderne à situer plutôt son écriture entre le VIIIe siècle av. J.-C. et le VIe siècle av. J.-C.
Il est peu commenté par la tradition et peu travaillé par les chercheurs modernes, si bien qu'il fait figure de parent pauvre dans l'exégèse de l'Ancien Testament. Origène, père de l'exégèse biblique qui attribue facilement un sens allégorique aux Écritures, estime que la lecture de ce livre est rejetée « comme des nourritures lourdes et indigestes » (Homélies sur les Nombres, vers 239-242).

## Étymologie
Il doit son titre aux nombreux dénombrements ou recensements des Israélites qu'il comporte, mais cela ne représente pas l'essentiel de l'ouvrage.

## Résumé
Les chapitres 1 à 10 parlent des préparatifs d'Israël pour le départ du Sinaï.
Les chapitres 11 à 14 décrivent la marche proprement dite, l'envoi des espions en Canaan et le refus d'Israël d'entrer dans la terre promise.
Les chapitres 15 à 19 notent diverses lois et divers événements historiques.
Les chapitres 20 à 36 sont l'histoire de la dernière année du peuple dans le désert.
Les exégètes comme Dennis T. Olson, R. K. Harrison (en) ou Dennis R. Cole structurent le livre en deux à sept parties.
Selon le bibliste coréen Won Lee, la structure bipartite se fonde sur les chapitres 1 à 10 qui concluent le séjour du peuple au Sinaï qui a commencé dans le Livre de l'Exode (chap.19). Les chapitres 11 à 36 forment un grand récit de migration qui intégrerait des éléments de récits de conquête et de pèlerinage.	
Les chercheurs peinent à saisir un fil conducteur dans cet amalgame de prescriptions cultuelles, de listes et de narrations (récits de rébellions, de révoltes, de punitions divines).

## Composition
Les tensions et contradictions du livre des Nombres incitent les exégètes à penser que le texte est constitué de plusieurs couches rédactionnelles. La présence de textes de type sacerdotal, rédigés très probablement à l'époque perse, fait consensus. Ces textes qui se retrouvent entre autres dans les chapitres 15, 18-19, 26-31 et 34-36, reflètent des tensions et des luttes de pouvoir et révèlent les différentes perspectives théologiques ou idéologiques	du milieu de cette époque.
Différents textes non sacerdotaux, qui ne proviennent pas forcément du même milieu, sont aussi présents dans le livre. Il s'agit notamment des chapitres 11-25 (sauf quelques exceptions) et du chapitre 33. Les récits de ces chapitres peuvent provenir de sources plus anciennes et avoir été transmis indépendamment. Par exemple, le récit de Balaam qui est contenu dans les chapitres 22-24, semble provenir de sources pouvant remonter au VIIIe siècle av. J.-C. et avoir été transmis indépendamment du reste du livre.
Selon Thomas Römer, il se présente comme un « complément » à la Loi révélée au Sinaï et c'est le dernier livre du Pentateuque à avoir pris forme.

### Liens Externes
- Ressource relative à la religion :   - Sefaria
- Notices dans des dictionnaires ou encyclopédies généralistes :   - Britannica
  - Gran Enciclopèdia Catalana
  - Internetowa encyklopedia PWN
  - Larousse
  - Universalis
- Notices d'autorité :   - VIAF
  - BnF (données)
  - IdRef
  - LCCN
  - GND
  - Pologne
  - Israël
  - Catalogne
  - Norvège
  - Croatie
  - Brésil
  - Argentine
  - WorldCat

- « Israël dans le désert : le livre des Nombres et l'achèvement de la Torah », 8 cours de Tomas Römer au Collège de France (février-mai 2017).